# Micranthocereus flaviflorus
Micranthocereus flaviflorus ist eine Pflanzenart aus der Gattung Micranthocereus in der Familie der Kakteengewächse (Cactaceae). Das Artepitheton flaviflorus leitet sich von den lateinischen Worten flavidus für ‚gelb‘ sowie -florus für ‚-blütig‘ ab.

## Beschreibung
Micranthocereus flaviflorus wächst von der Basis verzweigend mit säulenförmigen bläulich grünen Trieben und erreicht Wuchshöhen von bis 75 Zentimetern. Die Triebe weisen einen  Durchmesser von bis 4 Zentimetern auf. Es sind etwa 16 leicht gehöckerte Rippen vorhanden. Die ovalen Areolen sind mit weißer Wolle, die später grau wird, und bis zu 1 Zentimeter langen Haaren besetzt. Die aus ihnen entspringenden gelblich braunen Dornen werden im Alter schmutzig weiß. Die etwa 9 Mitteldornen sind zwischen 0,6 und 1,3 Zentimeter lang. Der zentrale Mitteldorn ist robuster und wird bis 2 Zentimeter lang. Die zahlreichen durchscheinenden Randdornen sind bis 5 Millimeter lang. Das Cephalium besteht aus weißer Wolle und haarartigen Dornen, die bis 1 Zentimeter lang sind.
Die röhrenförmigen Blüten sind rot bis rosarot bis leuchtend cremefarben oder gelblich. Sie sind bis 1,8 Zentimeter lang und weisen Durchmesser von 6 Millimeter auf. Die beerenartigen, leuchtend roten Früchte sind 7 bis 8 Millimeter lang und haben ebensolche Durchmesser.

## Verbreitung, Systematik und Gefährdung
Micranthocereus flaviflorus ist im brasilianischen Bundesstaat Bahia verbreitet.
Die Erstbeschreibung  wurde 1974 von Albert Frederik Hendrik Buining und Arnold J. Brederoo (1917–1999) veröffentlicht.
In der Roten Liste gefährdeter Arten der IUCN wird die Art als „Near Threatened (NT)“, d. h. als gering gefährdet geführt.

## Nachweise